# Campeonato Europeo de Gimnasia en Trampolín de 2024
El XXIX Campeonato Europeo de Gimnasia en Trampolín se celebró en Guimarães (Portugal) entre el 3 y el 7 de abril de 2024 bajo la organización de la Unión Europea de Gimnasia (UEG) y la Federación Portuguesa de Gimnasia.
Las competiciones se realizaron en el Pabellón Multiusos de la ciudad portuguesa.
Los gimnastas de Rusia y Bielorrusia fueron excluidos de este campeonato debido a la invasión rusa de Ucrania.

## Medallistas

### Masculino
| Evento                         | Oro                                                           | Plata                                                                | Bronce                                                        |
| ------------------------------ | ------------------------------------------------------------- | -------------------------------------------------------------------- | ------------------------------------------------------------- |
| Trampolín individual (07.05)   | Pedro Ferreira Portugal 59,160 pts.                           | Pierre Gouzou Francia 58,910 pts.                                    | Diogo Abreu Portugal 57,810 pts.                              |
| Trampolín por equipo (04.05)   | Julian Chartier Pierre Gouzou Allan Morante Francia 13        | Matthias Pfleiderer · Caio Lauxtermann · Fabian Vogel · Alemania · 9 | David Vega · Jorge Martín · Robert Vilarasau · España · 9     |
| Trampolín sincronizado (06.05) | Zak Perzamanos Corey Walkes Reino Unido 51,940                | Pierre Gouzou Morgan Demiro-o-Domiro Francia 51,720                  | Gabriel Albuquerque Lucas Santos Portugal 51,520              |
| Doble mini individual (07.05)  | Tiago Sampaio Romão Portugal 29,900                           | Andrés Martínez · España · 29,100                                    | Brent Deklerck · Bélgica · 26,900                             |
| Doble mini por equipo (05.05)  | David Franco · Nuno Villafane · Andrés Martínez · España · 13 | Tiago Sampaio Romão Diogo Fernandes Diogo Cabral Portugal 12         | Adrian Thomson · Hannes König · Daniel Schmidt · Alemania · 9 |
| Tumbling individual (07.05)    | Magnus Lindholmer Dinamarca 28,700                            | Tofiq Əliyev Azerbaiyán 25,500                                       | Kristof Willerton Reino Unido 23,400                          |
| Tumbling por equipo (05.05)    | Adil Hacızadə Tofiq Əliyev Mixail Malkin Azerbaiyán 14        | William Cowen Jaydon Paddock Kristof Willerton Reino Unido 12        | Gonçalo Nunes Diogo Gomes Vasco Peso Portugal 8               |

### Femenino
| Evento                         | Oro                                                      | Plata                                                                  | Bronce                                                            |
| ------------------------------ | -------------------------------------------------------- | ---------------------------------------------------------------------- | ----------------------------------------------------------------- |
| Trampolín individual (07.05)   | Bryony Page Reino Unido 55,630 pts.                      | Léa Labrousse Francia 55,280 pts.                                      | Noemí Romero Rosario · España · 55,170 pts.                       |
| Trampolín por equipo (04.05)   | Cléa Brousse Laura Paris Léa Labrousse Francia 12        | Luba Golovina Anano Apakidze Mariam Raguimovi Georgia 12               | Catarina Nunes Sofia Correia Ingrid Maior Portugal 9              |
| Trampolín sincronizado (06.05) | Bryony Page Isabelle Songhurst Reino Unido 48,160        | Marine Jurbert Léa Labrousse Francia 47,890                            | Anano Apakidze Mariam Raguimovi Georgia 47,740                    |
| Doble mini individual (07.05)  | Melania Rodríguez · España · 26,400                      | Diana Gago Portugal 25,800                                             | Alexandra Garcia Portugal 24,600                                  |
| Doble mini por equipo (05.05)  | Matilde Oliveira Alexandra Garcia Diana Gago Portugal 13 | Kirsty Way Ruth Shelevan Molly McKenna Reino Unido 12                  | Diana Sanz · Marta López · Melania Rodríguez · España · 9         |
| Tumbling individual (07.05)    | Alexandra Efraimoglu · Grecia · 26,200                   | Mariana Cascalheira Portugal 26,200                                    | Maëlle Dumitru-Marin Francia 24,700                               |
| Tumbling por equipo (05.05)    | Naana Oppon Megan Kealy Comfort Yeates Reino Unido 14    | Maëlle Dumitru-Marin Manon Morançais Candy Brière-Vetillard Francia 10 | Tachina Peeters · Evi Milh · Louise Van Regenmortel · Bélgica · 8 |

## Medallero
| Núm. | País        | Oro | Plata | Bronce | Total |
| ---- | ----------- | --- | ----- | ------ | ----- |
| 1    | Reino Unido | 4   | 2     | 1      | 7     |
| 2    | Portugal    | 3   | 3     | 5      | 11    |
| 3    | Francia     | 2   | 5     | 1      | 8     |
| 4    | España      | 2   | 1     | 3      | 6     |
| 5    | Azerbaiyán  | 1   | 1     | 0      | 2     |
| 6    | Dinamarca   | 1   | 0     | 0      | 1     |
| 6    | Grecia      | 1   | 0     | 0      | 1     |
| 8    | Alemania    | 0   | 1     | 1      | 2     |
| 8    | Georgia     | 0   | 1     | 1      | 2     |
| 10   | Bélgica     | 0   | 0     | 2      | 2     |
|      | TOTAL       | 14  | 14    | 14     | 42    |